# Charles Héger
 (mai 2022).
Si vous disposez d'ouvrages ou d'articles de référence ou si vous connaissez des sites web de qualité traitant du thème abordé ici, merci de compléter l'article en donnant les références utiles à sa vérifiabilité et en les liant à la section « Notes et références ».
Pour les articles homonymes, voir Heger.
Charles Émile Victor Marie Marcel Héger né à Bruxelles, le 26 mai 1902 et décédé à Namur le 16 mars 1984, est un homme politique belge à tendance chrétienne.

## Biographie
Charles Héger est docteur en droit et avocat de profession. Il est député et sénateur. Charles Héger est ministre de l'Agriculture de 1950 à 1954 et de 1960 à 1972, successivement dans les gouvernements Gaston Eyskens III (remanié), Lefèvre, Harmel, Vanden Boeynants I et Gaston Eyskens IV. À noter qu'il est aussi, durant un peu plus de cinq mois, ministre des Affaires intérieures en 1958 dans le gouvernement Gaston Eyskens II.